# Chung kết Cúp C1 châu Âu 1987
Trận chung kết Cúp C1 châu Âu năm 1987 là trận chung kết thứ ba mươi hai của Cúp các đội vô địch bóng đá quốc gia châu Âu, ngày nay là UEFA Champions League. Đây là trận đấu giữa FC Porto của Bồ Đào Nha và FC Bayern München của Đức trên sân vận động Prater, Viên, Áo vào ngày 27 tháng 5 năm 1987. Với chiến thắng 2–1, Porto lần đầu tiên giành Cúp C1 châu Âu.

## Chi tiết trận đấu
| FC Porto               | 2 – 1 | FC Bayern München |
| ---------------------- | ----- | ----------------- |
| Madjer 79' · Juary 81' |       | Kögl 24'          |

| FC Porto | Bayern München |

| FC PORTO:                                     |    |                  |          |     |
|                                               |    |                  |          |     |
| TM                                            | 1  | Józef Młynarczyk |          |     |
| HV                                            | 2  | João Pinto (ĐT)  |          |     |
| HV                                            | 5  | Celso            | Thẻ vàng |     |
| HV                                            | 4  | Eduardo Luís     |          |     |
| HV                                            | 3  | Augusto Inácio   |          | 55' |
| TV                                            | 7  | Jaime Magalhães  | Thẻ vàng |     |
| TV                                            | 11 | António André    |          |     |
| TV                                            | 9  | António Sousa    | Thẻ vàng |     |
| TV                                            | 6  | Quim             |          | 46' |
| TĐ                                            | 8  | Rabah Madjer     |          |     |
| TĐ                                            | 10 | Paulo Futre      |          |     |
| Dự bị:                                        |    |                  |          |     |
| TV                                            | 12 | Antonio Frasco   |          | 55' |
| TV                                            | 13 | Juary            |          | 46' |
| Huấn luyện viên:                              |    |                  |          |     |
| Artur Jorge Trợ lý trọng tài Trọng tài thứ tư |    |                  |          |     |

| BAYERN MÜNCHEN:  |    |                      |          |     |
|                  |    |                      |          |     |
| TM               | 1  | Jean-Marie Pfaff     |          |     |
| HV               | 2  | Norbert Nachtweih    |          |     |
| HV               | 3  | Norbert Eder         |          |     |
| HV               | 4  | Hans Pflügler        |          |     |
| HV               | 5  | Helmut Winklhofer    | Thẻ vàng |     |
| TV               | 6  | Hans-Dieter Flick    |          | 82' |
| TV               | 7  | Michael Rummenigge   |          |     |
| TV               | 10 | Lothar Matthäus (ĐT) |          |     |
| TV               | 8  | Andreas Brehme       |          |     |
| TĐ               | 9  | Dieter Hoeness       |          |     |
| TĐ               | 11 | Ludwig Kögl          |          |     |
| Dự bị:           |    |                      |          |     |
| TV               | 12 | Lars Lunde           |          | 82' |
| Huấn luyện viên: |    |                      |          |     |
| Udo Lattek       |    |                      |          |     |